# Ala-V
El ágil Ala-V es un vehículo perteneciente al universo de Star Wars. 
Este caza fue diseñado por Sistemas de Ingeniería Kuat, la misma marca que creó el caza estelar Jedi, y se lanzó con la denominación "Caza Estelar Alpha-3 Nimbus". Su destino era sustituir al V-19 en las misiones de superioridad aérea y su diseño se encomendó al ingeniero Walex Blissex que ya había trabajado como jefe de desarrollo del proyecto Delta-7 Aethershprite. 
Las tropas republicanas estaban teniendo mucho problemas en la lucha cercana con cazas rápidos y versátiles como el tricaza droide y el caza droide; aunque el caza estelar Jedi se imponía con facilidad cuando era pilotado por los generales Jedi, cuando se entregaba a los pilotos clon los resultados eran muy pobres. Blissex, que era un perfeccionista casi enfermizo, no tardó mucho en descubrir que el fallo estaba en unas computadoras de combate que solo eran prácticas cuando se contaba con las habilidades sobrenaturales de los Jedi y cambió su configuración para hacerlas mucho más sencillas y prácticas.
Rapidez y gran capacidad de maniobra eran los dos objetivos fundamentales del diseño y para alcanzarlos se sacrificaron otros aspectos como el blindaje y la propulsión. El morro se creó largo y afilado, se colocaron radiadores en los laterales del fuselaje y las tradicionales alas horizontales se sustituyeron por una verticales de doble hoja. En los ejes de cada una de estas alas se montaron sendos cañones bláster gemelos que tenían gran capacidad de giro y podían ser disparados en medio de cualquier maniobra, incluida la caída en barrena. 
El fuselaje del Ala-V era demasiado pequeño para incorporar un hiperpropulsor, pero los ingenieros consiguieron hacer sitio para una unidad astromecánica Q7 que pudiese asistir al piloto tanto en la navegación como en las reparaciones en vuelo.
Después de la caída de la República, muchos de los escuadrones de Ala-V fueron simplemente redecorados y reasignados para convertirse en algunos de los primeros cazas estelares del Imperio Galáctico. 
La carencia de cazas provocada tras la insurrección del Gran Almirante Zaarin obligó a los Ala-V a ser empleados de nuevo, incluyendo en la última batalla de la guerra.
- Datos: Q5661969